# Judith von Polen
Judith von Polen (polnisch Judyta Bolesławówna; * um 1132; † 8. Juli 1172/1174) war durch Heirat Kronprinzessin von Ungarn und Markgräfin von Brandenburg.

## Leben
Judith wurde als Tochter des polnischen Herzogs Bolesław III. Schiefmund und dessen zweiter Gemahlin Salome von Berg-Schelklingen geboren. In erster Ehe wurde sie mit dem späteren ungarischen König Ladislaus II. vermählt, aus der früh geschiedenen Ehe ging nur eine Tochter hervor. Im Jahre 1148 heiratete sie Markgraf Otto I. von Brandenburg und gebar ihm zwei Söhne.
Über ihr Leben ist wenig überliefert, auch ihr genaues Sterbedatum und der Ort der Bestattung sind nicht bekannt.

## Nachkommen
Aus der Ehe mit Prinz Ladislaus:
- Maria von Ungarn, ⚭ um 1167 Niccolo Michieli, einen venezianischen Patrizier, Gouverneur der Adriainsel Arbe (kroatisch Rab)

Aus der Ehe mit Markgraf Otto I.:
- Otto II., Markgraf von Brandenburg
- Heinrich, Graf von Gardelegen

## Belege
1. ↑  Vgl. Geschichte der Magyaren von Johann Grafen Mailáth, Erster Band, Geschichte der europäischen Staaten, hrsg. von Arnold Heeren und Friedrich August Ukert, Ergänzung, Regensburg 1852, S. 319.
2. ↑  Vgl. Lenk von Treuenfeld, S. 100: „Boris wurde 1127 sogleich zum Fürsten von Halitsch gekrönt, bei welcher Feierlichkeit der König von Ungarn, Stephan II. bewirkte, dass (sic!) mit des Polen-Königs Einwilligung seine Tochter Judith und ihr Gemahl Boris gegen Verleihung des Przemysler Gebietes, auf den Besitz des Zipserlandes für immer Verzicht leisteten. Nach des Boris Tode † 1154 oder 1156, vermählte sich diese Judith mit Mstislaw Isaeslawitsch † 1170 Fürsten in Wladimir, Sohn des Isaeslaw Mstislawitsch † 1154, Grossfürsten (sic!) in Kiew und Fürsten in Wladimir, hiemit Urenkel des Grossfürsten Wladimir II. Monomach † 1125. Nach Einigen soll diese Judith mit Stephan II. verlobt, und mit Ladislaus II. vermählt gewesen seyn. Sie steht bei ihrem Gemahl im neunten Ahnengrade.“

| Personendaten    | Personendaten                  |
| ---------------- | ------------------------------ |
| NAME             | Judith von Polen               |
| ALTERNATIVNAMEN  | Judyta Bolesławówna (polnisch) |
| KURZBESCHREIBUNG | Markgräfin von Brandenburg     |
| GEBURTSDATUM     | um 1132                        |
| STERBEDATUM      | 8. Juli 1172 oder 1174         |